# Maddalena Gallina
Maddalena Gallina, född 1770, död 1817, var en italiensk skådespelare.
Hon debuterade och arbetade i åratal med ett kompani uppkallat efter Maddalena Battaglia. Hon blev senare en del av de viktigaste komiska kompanierna på den tiden: Zanarini, Bianchi, Pianca, Paganini och slutligen Compagnia reale italiana. Hon uppträdde huvudsakligen i Venedig, där hon arbetade särskilt med Salvatore Fabbrichesi, grundare av Compagnia reale, på Teatro San Samuele (1804-1807) och på Teatro San Benedetto (1810).